# 納戈里亞尼 (普斯托梅特區)
49°44′40″N 23°57′36″E / 49.74444°N 23.96000°E
納戈里亞尼（烏克蘭語：Нагоряни），是烏克蘭西部的村莊，隸屬利維夫州的利維夫區。該村面積0.44平方公里，海拔高度301米，2024年人口196，人口密度每平方公里2,834.09人。